# Vangueriopsis lanciflora
Vangueriopsis lanciflora là một loài thực vật có hoa trong họ Thiến thảo. Loài này được (Hiern) Robyns miêu tả khoa học đầu tiên năm 1928.